# Коломийська українська гімназія
Коломийська українська гімназія, або Українська державна гімназія в Коломиї — колишній середній навчальний заклад у м. Коломиї (нині районний центр Івано-Франківської области, Україна).

## Історія
У березні 1882 року в Галицькому крайовому сеймі відбулося обговорення клопотання посла Дам'яна Савчака про відкриття гімназії з руською (українською) мовою навчання (української гімназії) в одному з міст: Чорткові, Бучачі або Коломиї. 7 вересня 1892 року «Газета Львівська» повідомила: «його Величність цісар зволів найвищою постановою з дня 4 вересня 1892 року найласкавіше дозволити на поступове створення гімназії з викладною руською мовою в Коломиї». 9 березня 1900 року Міністерство освіти й віросповідань у Відні розпорядилося відкрити «самостійну руську (українську) гімназію з початком шкільного року 1900/01». Директором гімназії призначили Софрона Недільського.
Заснована як «ц. к. гімназия з руською викладовою мовою в Коломиі».
Офіційна назва протягом певного часу — цісарсько-королівська II гімназія в Коломиї.
У 1912 році в Коломийській українській гімназії заснована юнацька скаутська організація «Пласт».
1939 року гімназію закрили, а в її приміщенні відкрили СШ № 1. Відновила діяльність у роки нацистської окупації.

## Люди

### Склад учительського колективу наприкінці навчального року 1900/01
Директор — Софрон Недільський, професори: Лев Дольницький, Леонтій Кузьма, Евстахій Макарушка, Григорій Наливайко, Юліян Насальський, Корнило Полянський, Людвик Сальо, о. Антоній Войтіховський; вчителі: Омелян Колодницький, Іван Раковський, Михайло Рибачек, Анатоль Сєніцький; заступники вчителя: Михайло Іванець, Іван Франчук; також о. Микола Гриньовський.

### Директори
- Софрон Недільський
- Прокіп Мостович[4]
- Михайло Бараник[5]
- Станислав Котецький

### Викладачі
- Никифор Даниш
- Петро Франко
- Антін Крушельницький
- Сальо Людвиг
- Михайло Посацький

### Випускники
- Никифор Гірняк
- Мирослав Радиш
- о. Степан Чеховський
- Василь Порайко
- Осип Букшований

### Учні
- Лев Шепарович